# Miniopterus fossilis
Miniopterus fossilis és un ratpenat prehistòric del gènere Miniopterus. Visqué durant el Miocè a Europa. Se n'han trobat restes fòssils a Eslovàquia i Espanya. Fou descrit per Zapfe l'any 1950.